# Xã Rockvale, Quận Ogle, Illinois
Xã Rockvale (tiếng Anh: Rockvale Township) là một xã thuộc quận Ogle, tiểu bang Illinois, Hoa Kỳ. Năm 2010, dân số của xã này là 1.770 người.